# 바센지

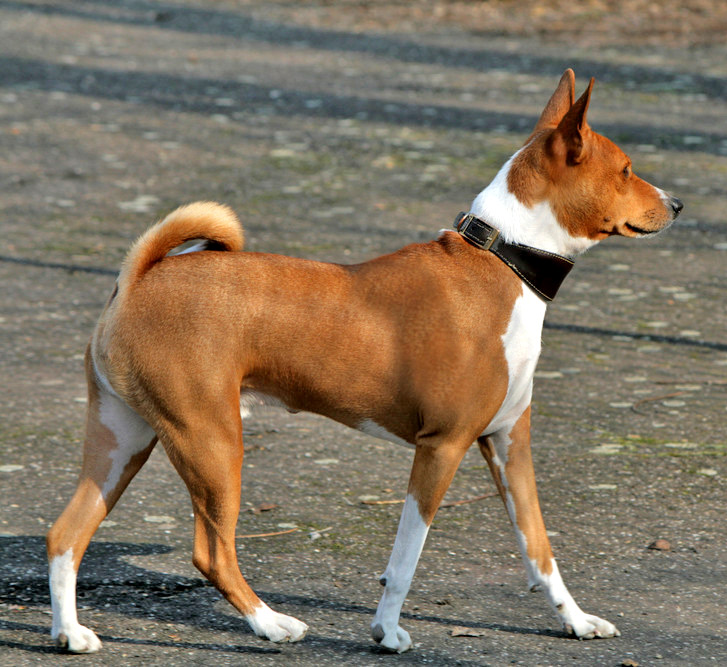

바센지(Basenji)는 사냥개의 한 품종이다. 그것은 중앙 아프리카의 창고에서 사육되었다. 
바센지는 비정상적으로 형성되는 후두로 인해 "바루"라고 하는 특이한 요들같은 소리를 낸다. 이 특성은 또한 바센지에게 별명 "짖지 않는 개"를 제공한다. 
바센지는 파리아 도그 품종과 많은 고유한 특징을 공유한다. 